# Bácsfalu
Bácsfalu hajdani település a mai Romániában, Brassó megyében, jelenleg Négyfalu része.

## Fekvése
A település Brassótól 10 km-re a Nagykőhavas lábánál fekszik. Brassótól délkeletre, a Barcaság keleti peremén, Türkös déli szomszédjában helyezkedik el.

## Története
Bácsfalu nevét 1336-ban említette először oklevél Zlanfalua néven, mikor Nagy Lajos király Ztanislaus comesnek adományozta.
1460-ban Badfalva néven írták nevét. Törcsvár egyik települése, és 1498-ig annak tartozéka volt.
Bácsfalu a Tömösi-hágó bejáratánál fekszik. A szoroson át lakosai élénk fuvarozást űztek. Legelső lakói bácsok (juhászok) voltak, kik juhtenyésztéssel foglalkoztak.
1498-tól 1848-ig Brassó jobbágyfaluja volt. Lakói kötelesek voltak a határon átvezető hegyi ösvényen őrszolgálatot teljesíteni.
1848 októberében Agyagfalván megtartott székely nemzeti gyűlésen Brassó vidék magyar csángó falvai, köztük Bácsfalu is arra kérték a nagygyűlés vezetőségét, hogy ők is a székelység honvédelmi rendszeréhez tartozhassanak.
A 19. században szekeresfaluként tartották számon, míg a később betelepedett román lakói juhtenyésztéssel foglalkoztak.
A 20. század elején Brassó vármegye Hétfalusi járásához tartozott.
1910-ben 2017 lakosa volt, ebből 1223 magyar, 20 német, 648 román, 90 cigány volt, melyből 126 római katolikus, 1040 evangélikus, 779 görögkeleti ortodox volt.

## Nevezetességek
- Evangélikus temploma barokk stílusban épült.
- Ortodox temploma

## Híres emberek
- Itt született 1873. június 15-én Istók János magyar szobrászművész, † Budapest, 1972. február 22.).
- Itt született 1886. október 28-án Bálint András magyar tanító, néprajzkutató, közíró, † Bácsfalu, 1962. július 25.